# Hasmik Tolmajian
Hasmik Tolmajian (arménien : Հասմիկ Տոլմաջյան), née le 10 mars 1974 à Erevan, est une diplomate arménienne. Entre 2018 et 2024, elle est ambassadrice d'Arménie en France.

## Biographie

### Jeunesse et formation
Hasmik Tolmajian naît le 10 mars 1974 à Erevan.
Après des études à l'université d'État d'Erevan (1991-1996), elle vient faire ses études en France, à l'université Panthéon-Assas (1996-1997) puis à Sciences Po Paris (1997-1999).

### Carrière
Au début des années 2000, Hasmik Tolmajian entame une carrière de diplomate auprès du ministère des Affaires étrangères arménien. Elle est ainsi secrétaire auprès de l'ambassade d'Arménie en France entre 2000 et 2004, puis travaille pour le Département de l'Europe de son ministère de 2004 à 2008. Entre 2008 et 2014, elle est nommée conseillère du ministre des Affaires étrangères arménien Édouard Nalbandian.
Entre 2014 et 2018, elle est représentante permanente adjointe de la République d’Arménie auprès de l'Office des Nations unies à Genève et des organisations internationales en Suisse.
En 2018, elle est nommée ambassadrice d'Arménie en France,. Elle occupe ce poste jusqu'en octobre 2024, date à laquelle elle est nommée représentante permanente de l'Arménie auprès du bureau de l'ONU à Genève et des organisations internationales.

### Vie privée
Hasmik Tolmajian est mariée et mère de deux enfants.

## Décorations
- Médaille du ministère des Affaires étrangères de la République d’Arménie en 2014
- Chevalier de l'ordre national du Mérite en 2016